# Sisian
Sisian ou Sissian (en arménien Սիսիան ; jusqu'en 1940 Sisavan), anciennement Sisakan (d'après Sisak (en)), est une ville du marz de Syunik en Arménie, au sud du pays. En 2011, elle compte 16 773 habitants.
Elle est située à 217 kilomètres de la capitale arménienne, Erevan, et à quelques kilomètres de la route reliant cette dernière à Stepanakert, la capitale du Haut-Karabagh.
Entouré de sommets enneigés et traversé par le Vorotan, le site est occupé depuis au moins l'âge du bronze moyen.

## Étymologie
La ville doit son nom à Sisak (en). Ce personnage est un descendant de Haïk, le fondateur de la lignée des Sisakan et l'éponyme du Syunik selon l'historien médiéval arménien Moïse de Khorène.

## Géographie

### Situation
Sisian est située à 217 km de la capitale arménienne, Erevan, et à 115 km de Kapan, la capitale régionale. La route reliant Erevan à Stepanakert, la capitale du Haut-Karabagh, passe à quelques kilomètres de là.

### Topographie
Sisian est encerclée de sommets enneigés aux pentes boisées, dont le Mets Ishkhanasar. L'altitude moyenne y est de 1 600 m.
La ville a donné son nom au col de Sissian, haut de 2 346 mètres, qui permet de relier difficilement l'Arménie au Nakhitchevan en franchissant la chaîne du Zanguézour lorsqu'il est ouvert ; il est cependant fermé depuis plusieurs années en raison du conflit opposant l'Arménie à l'Azerbaïdjan.

### Hydrographie
Sisian est située à la confluence du Vorotan, qui la coupe en deux, et de la rivière locale, également nommée Sisian. Elle compte par ailleurs plusieurs sources minérales fraîches.

### Climat
Le climat de Sisian est de type continental.
| Mois                                | jan. | fév. | mars | avril | mai | juin | jui. | août | sep. | oct. | nov. | déc. | année |
| ----------------------------------- | ---- | ---- | ---- | ----- | --- | ---- | ---- | ---- | ---- | ---- | ---- | ---- | ----- |
| Température minimale moyenne (°C)   | −6   | −5   | −2   | 2     | 5   | 7    | 10   | 8    | 6    | 2    | −1   | −4   | 1,8   |
| Température maximale moyenne (°C)   | 1    | 1    | 5    | 10    | 12  | 16   | 18   | 16   | 17   | 10   | 6    | 2    | 9,5   |
| Précipitations (mm)                 | 6    | 12   | 21   | 36    | 30  | 18   | 3    | 6    | 9    | 12   | 12   | 9    | 14,5  |
| Nombre de jours avec précipitations | 5    | 6    | 10   | 12    | 12  | 9    | 4    | 5    | 4    | 8    | 6    | 6    | 7,25  |

| Diagramme climatique                                  |       |       |       |       |       |       |      |      |       |       |      |
| J                                                     | F     | M     | A     | M     | J     | J     | A    | S    | O     | N     | D    |
| 1−66                                                  | 1−512 | 5−221 | 10236 | 12530 | 16718 | 18103 | 1686 | 1769 | 10212 | 6−112 | 2−49 |
| Moyennes : • Temp. maxi et mini °C • Précipitation mm |       |       |       |       |       |       |      |      |       |       |      |

### Territoire
La communauté couvre 3 320 hectares, dont :
- 1 786 ha de terrains agricoles ;
- 50 ha de terrains industriels ;
- 18 ha alloués aux infrastructures énergétiques, de transport, de communication, etc. ;
- 94 ha d'aires protégées ;
- 598 ha de forêts ;
- 36 ha d'eau[4].

## Histoire
L'occupation du site est ancienne. Une nécropole de l'âge du bronze moyen y a ainsi été découverte et fouillée.
Au sein du royaume d'Arménie, la localité fait partie du canton de Cłuk, un canton de la province arménienne historique de Siounie selon le géographe arménien du VIIe siècle Anania de Shirak. Sisian est par la suite intégrée dans le royaume de Siounie ; elle devient ensuite au XVe siècle le centre d'un mélikat dirigé par une branche des Orbélian (dont est issu Israël Ori), qui existe encore à la fin du XVIIe siècle.

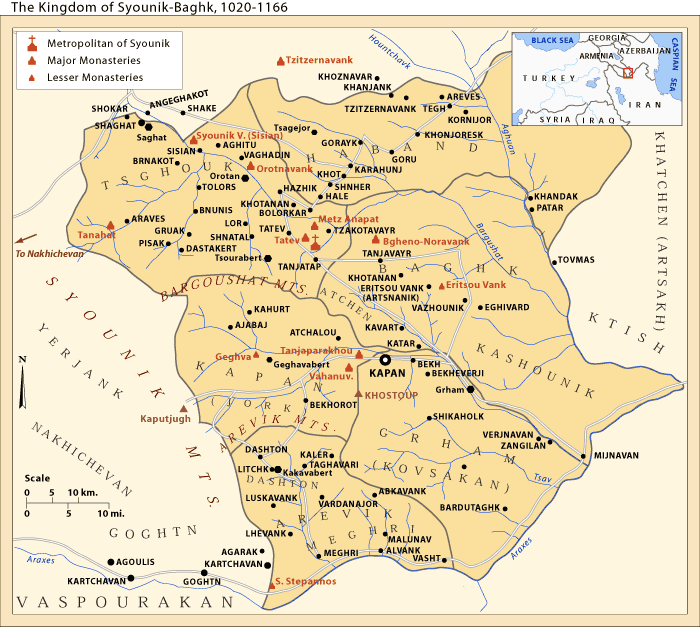
Royaume de Siounie-Baghk.
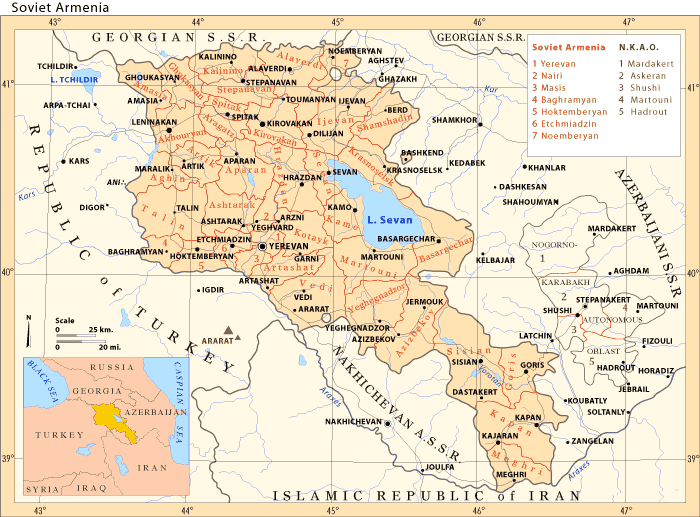
Carte de l'Arménie soviétique et de ses raions.

Sous l'URSS, Sisian devient le centre du raion du même nom au sein de la république socialiste soviétique d'Arménie. Elle accède au rang de ville en 1974.

## Politique
Le maire (ou plus correctement le chef de la communauté) dirige la commune.
| Période                                  | Période  | Identité           | Étiquette        | Qualité |
| ---------------------------------------- | -------- | ------------------ | ---------------- | ------- |
| Les données manquantes sont à compléter. |          |                    |                  |         |
| 2005                                     | 2008     | Lavrent Sarkissian |                  |         |
| 2008                                     | 2016     | Aghasi Hakobjanian | Arménie prospère |         |
| 2016                                     | 2022     | Artur Sarkissian   |                  |         |
| 2022                                     | 2024     | Armen Hakobjanian  |                  |         |
| octobre 2024                             | En cours | Hovsep Arakelian   | Contrat civil    |         |

## Économie
L'économie de la ville repose principalement sur la production de produits manufacturés (aliments, boissons, textiles, etc.) et sur l'industrie minière.
La ville a tiré profit pour son développement de la construction des quatre réservoirs du Vorotan, dont celui de Spandaryan, mais son économie a pâti de la crise des années 1990.

## Transport
La ville est dotée d'un aéroport, autrefois en liaison avec l'aéroport Erebouni d'Erevan.

## Démographie
| 1959  | 1970  | 1979   | 1989   | 2001   |
| ----- | ----- | ------ | ------ | ------ |
| 3 838 | 7 426 | 10 597 | 15 292 | 15 019 |

| 2008   | 2011   | 2015   | - | - |
| ------ | ------ | ------ | - | - |
| 16 665 | 16 773 | 14 900 | - | - |

## Patrimoine
Sisian est connue pour l'église du VIIe siècle qui la domine, Sourp Hovhannes (« Saint-Jean »), également nommée Siouni Vank. Un musée est par ailleurs localisé dans la ville, le musée d'histoire Nicolas Adontz.
Le site mégalithique de Zorats Karer se trouve en outre non loin de la ville (3,2 km au nord), ainsi que la chute de Shaki (6 km), la plus haute chute d'eau du Petit Caucase (18 m).

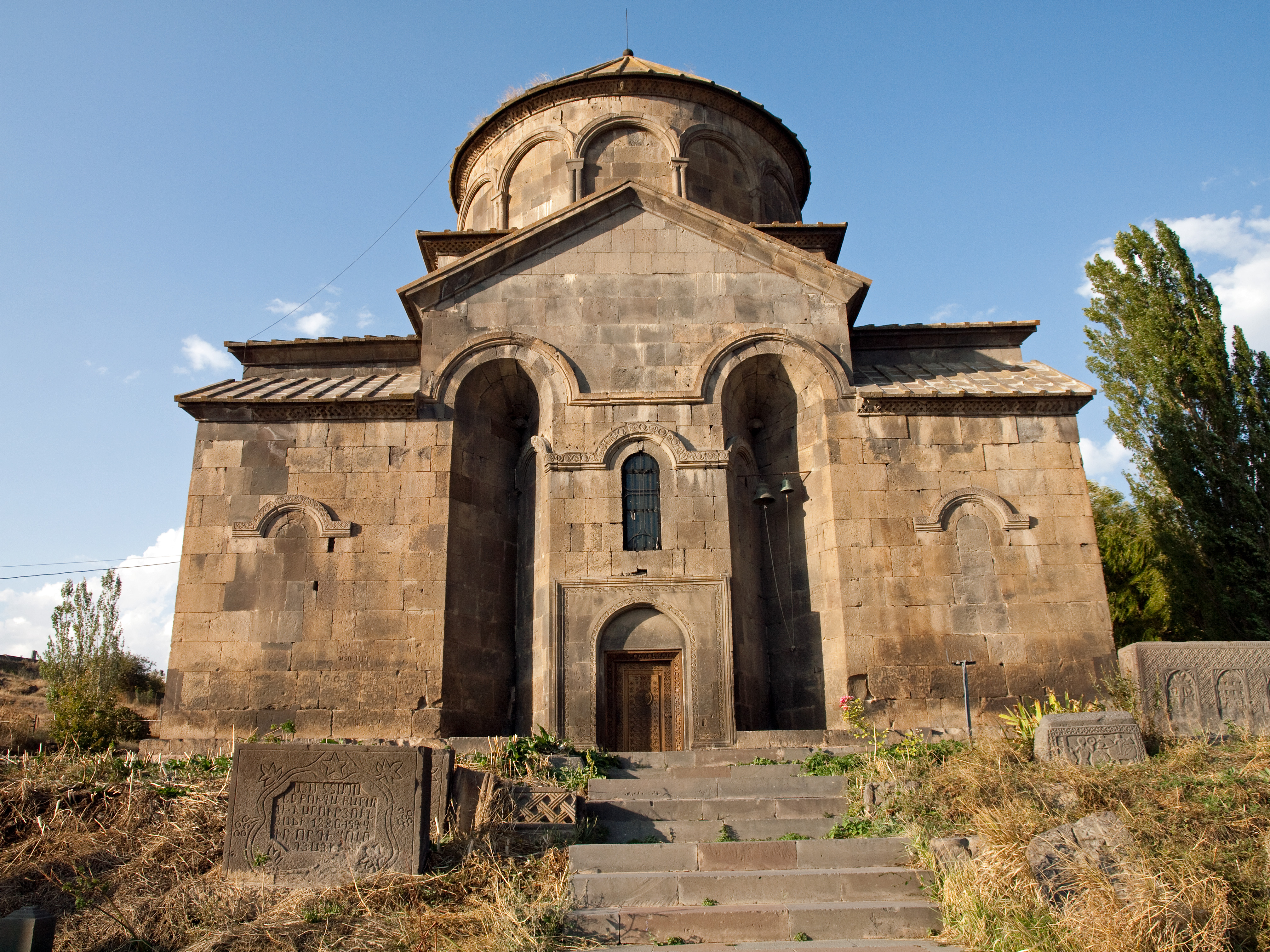
Église Sourp Hovhannes.
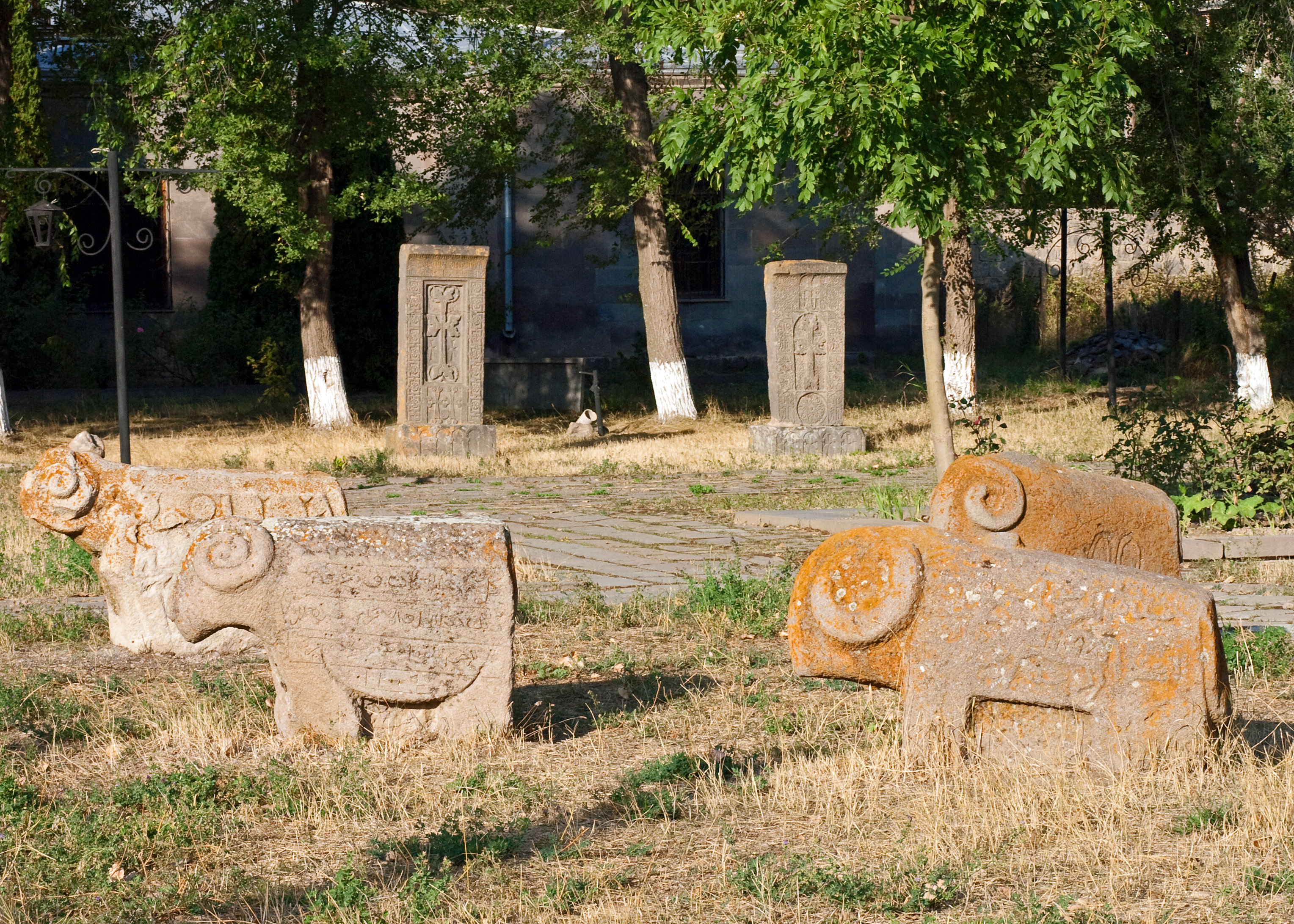
Pierres tombales en forme de bélier et khatchkars dans le Karadaran (« dépôt de pierres ») du musée.
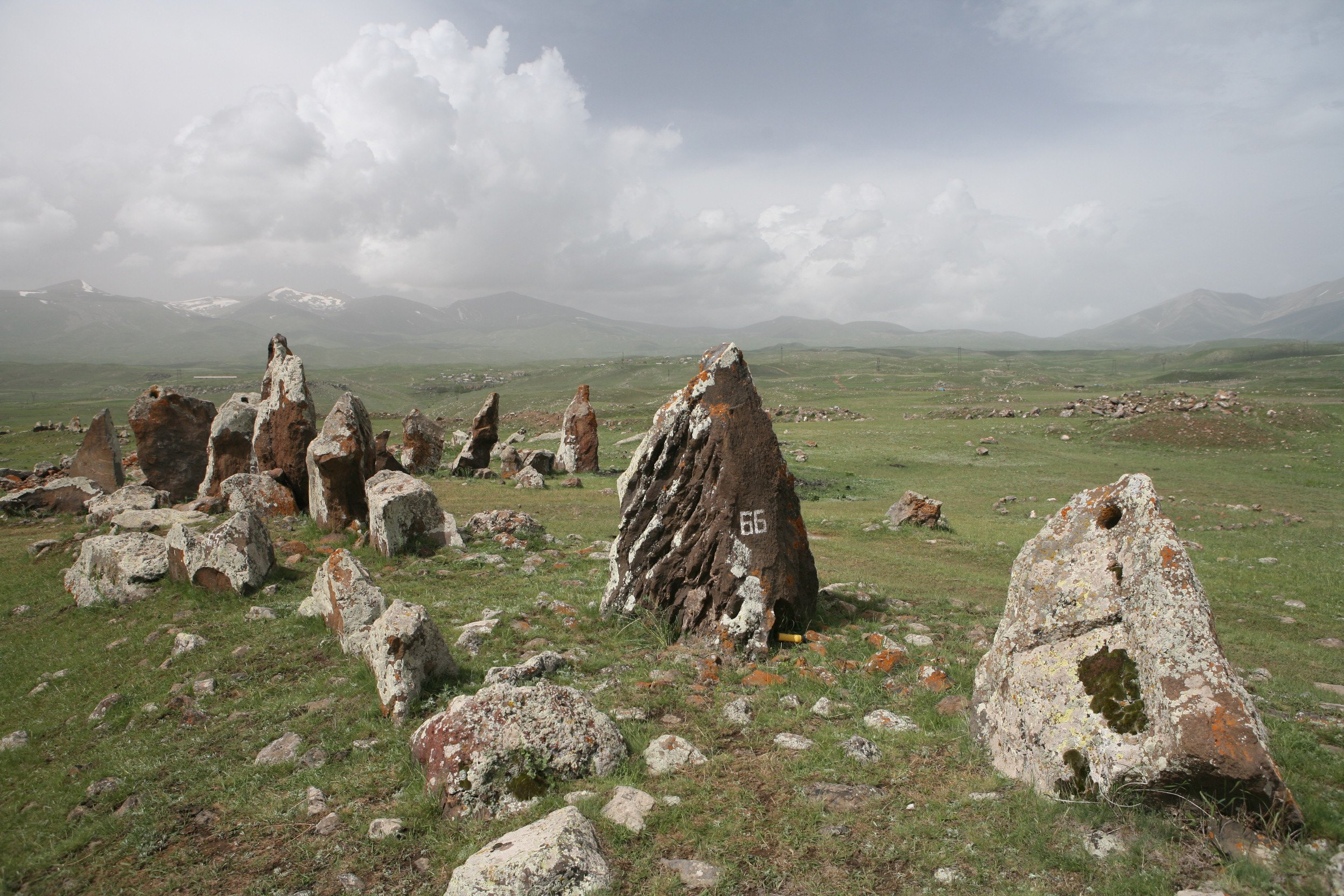
Zorats Karer.
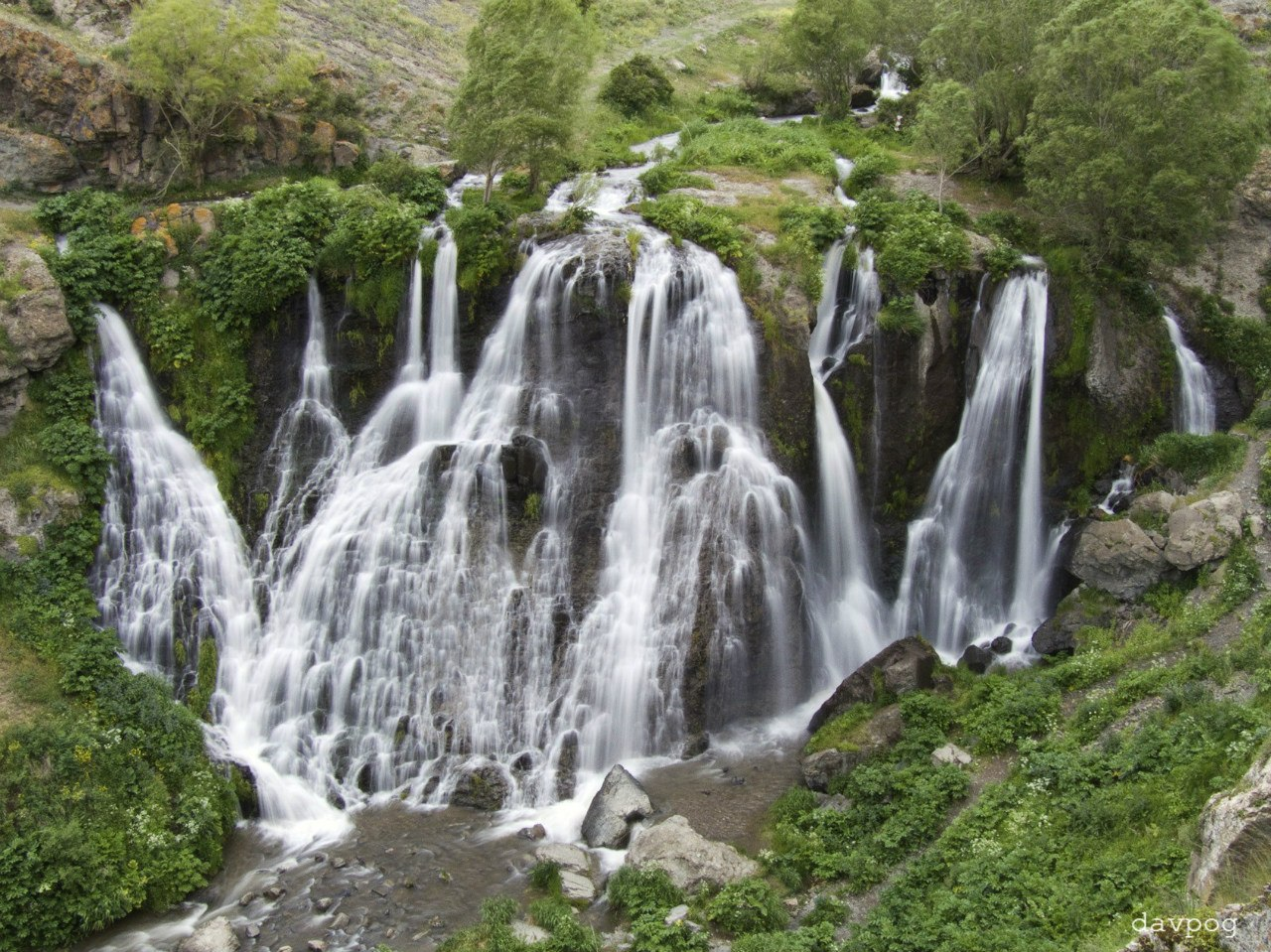
Chute de Shaki.

## Jumelages
Sisian est jumelée à ;
| Ville | Ville      | Pays | Pays        |
| ----- | ---------- | ---- | ----------- |
|       | Montélimar |      | France      |
|       | Néa Smýrni |      | Grèce       |
|       | Sloutsk    |      | Biélorussie |